# Festival Internacional de Cinema Lèsbic i Feminista de París
El Festival Internacional de Cinema Lèsbic i Feminista de París (en francès Festival International du Film Lesbien et Féministe de Paris) és un festival de cinema només per a dones, fundat a París (França) el 1989. Està obert a qualsevol persona que s'identifiqui com a dona, i està organitzat per Cineffable, una associació dedicada a promoure el cinema lèsbic i encoratjar la creativitat lesbiana. A banda de les pel·lícules en competició, el festival inclou també inclou debats, una exhibició d'art, tallers i una gala o concert. Ha crescut fermament des del seu origen, i projecta més de 50 pel·lícules anualment.

## Categories
Tot i que en anys anteriors també hi havia premi al millor guió i al millor pòster de pel·lícula, en l'actualitat els premis del públic tenen les següents categories:
- millor llargmetratge
- millor llargmetratge documental
- millor curtmetratge de ficció
- millor curtmetratge documental
- millor pel·lícula experimental
- animació

## Premi al millor llargmetratge
| Any             | Pel·lícula                  | Director(a)                                    | País                        |
| --------------- | --------------------------- | ---------------------------------------------- | --------------------------- |
| 1992            | Anne Trister                | Léa Pool                                       | Canadà                      |
| 1993            | The Company of Strangers    | Cynthia Scott                                  | Canadà                      |
| 1994            | Go Fish                     | Rose Troche                                    | Estats Units                |
| 1995            | Life is a Woman             | Shanna Serikbajewa                             | Kazakhstan                  |
| 1996            | Costa Brava (Family Album)  | Marta Balletbò-Coll                            | Catalunya                   |
| 1997            | Fire                        | Deepa Mehta                                    | Estats Units                |
| 1998            | Alles Wird Gut              | Angelina Maccarone                             | Alemanya                    |
| 1999            | Revoir Julie                | Jeanne Crépeau                                 | Canadà                      |
| 2000            | If These Walls Could Talk 2 | Jane Anderson, Martha Coolidge i Anne Heche    | Estats Units                |
| 2001            | Chutney Popcorn             | Nisha Ganatra                                  | Estats Units                |
| 2002            | By Hook or by Crook         | Harry Dodge (com Harriet Dodge) i Silas Howard | Estats Units                |
| 2003            | Do I Love You?              | Lisa Gornick                                   | Regne Unit                  |
| 2004            | Goldfish Memory             | Liz Gill                                       | Irlanda                     |
| 2005            | Hu Die                      | Yan Yan Mak                                    | Hong Kong                   |
| 2006 (ex aequo) | Sévigné                     | Marta Balletbò-Coll                            | Catalunya                   |
| 2006 (ex aequo) | Fremde Haut                 | Angelina Maccarone                             | Alemanya                    |
| 2007            | Nina's Heavenly Delights    | Pratibha Parmar                                | Regne Unit                  |
| 2008            | The World Unseen            | Shamim Sarif                                   | Regne Unit / Sud-àfrica     |
| 2009            | Rain                        | Maria Govan                                    | Regne Unit / Bahames        |
| 2010            | (sense premi del públic)    | (sense premi del públic)                       | (sense premi del públic)    |
| 2011            | En secret                   | Maryam Keshavarz                               | Estats Units / Iran / Líban |
| 2012            | Lengua materna              | Liliana Paolinelli                             | Argentina                   |
| 2013            | Facing Mirrors              | Negar Azarbayjani                              | Iran / Alemanya             |
| 2014            | Moonlight People            | Ekaterina Polyanskaya                          | Rússia                      |
| 2015            | Girltrash: All Night Long   | Alexandra Kondracke                            | Estats Units                |
| 2016            | Io e lei                    | Maria Sole Tognazzi                            | Itàlia                      |
| 2017            | Signature Move              | Jennifer Reeder                                | Estats Units                |
| 2018            | Extra Terrestres            | Carla Cavina                                   | Puerto Rico / Veneçuela     |